# Норберг, Мерта
Мерта Норберг (швед. Märta Norberg; 19 сентября 1922, Сиденшё — 19 декабря 2020) — шведская лыжница, призёр чемпионатов мира.
На Олимпийских играх 1952 года в Осло заняла 4-е место в дебютной олимпийской женской лыжной гонке на 10 км, тем самым став лучшей среди не финских лыжниц.
На чемпионатах мира завоевала две бронзовые медали, в эстафетах на чемпионатах 1954 и 1958 годов, кроме того на чемпионате мира 1958 года была 10-й в гонке на 10 км.
10 раз была чемпионкой Швеции, 6 раз в гонках на 10 км (в 1939, 1947, 1948, 1949, 1951 и 1952 годах) и 4 раза в эстафетах (в 1951, 1952, 1957 и 1959 годах).